# Фелсентал (Арканзас)
Фелсентал (англ. Felsenthal) — город, расположенный в округе Юнион (штат Арканзас, США) с населением в 152 человека по статистическим данным переписи 2000 года.

## География

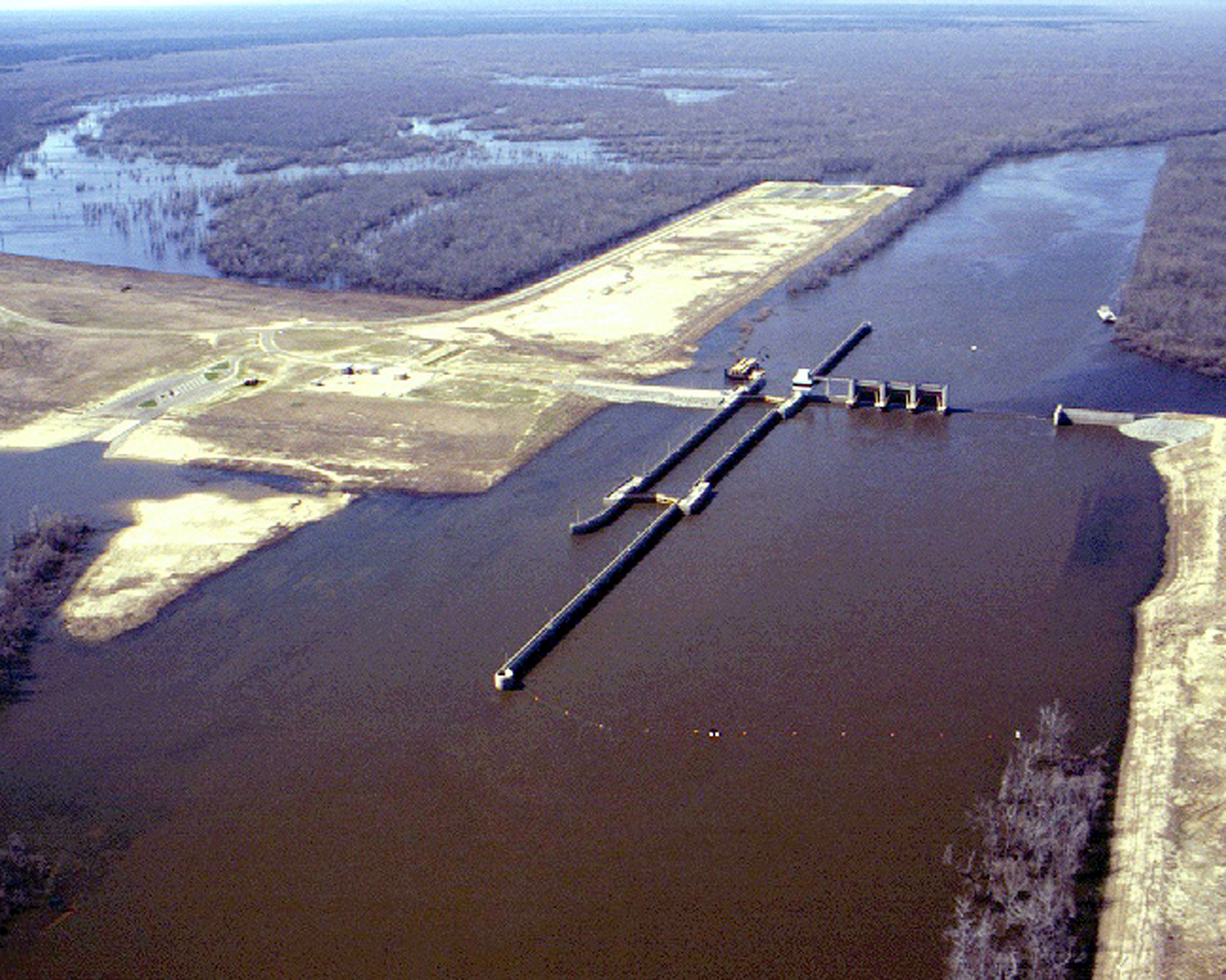
Плотина рядом с городом, 1999 год.

По данным Бюро переписи населения США город Фелсентал имеет общую площадь в 4,4 квадратных километров, из которых 3,88 кв. километров занимает земля и 0,52 кв. километров — вода. Площадь водных ресурсов округа составляет 11,82 % от всей его площади.
Город Фелсентал расположен на высоте 25 метров над уровнем моря.

## Демография
По данным переписи населения 2000 года в Фелсентале проживало 152 человека, 44 семьи, насчитывалось 70 домашних хозяйств и 256 жилых домов. Средняя плотность населения составляла около 34,5 человека на один квадратный километр. Расовый состав Фелсентала по данным переписи распределился следующим образом: 79,61 % белых, 16,45 % — чёрных или афроамериканцев, 1,32 % — представителей смешанных рас, 2,63 % — других народностей. Испаноговорящие составили 3,95 % от всех жителей города.
Из 70 домашних хозяйств в 17,1 % — воспитывали детей в возрасте до 18 лет, 57,1 % представляли собой совместно проживающие супружеские пары, в 4,3 % семей женщины проживали без мужей, 37,1 % не имели семей. 30 % от общего числа семей на момент переписи жили самостоятельно, при этом 10 % составили одинокие пожилые люди в возрасте 65 лет и старше. Средний размер домашнего хозяйства составил 2,17 человек, а средний размер семьи — 2,68 человек.
Население города по возрастному диапазону по данным переписи 2000 года распределилось следующим образом: 14,5 % — жители младше 18 лет, 5,3 % — между 18 и 24 годами, 22,4 % — от 25 до 44 лет, 37,5 % — от 45 до 64 лет и 20,4 % — в возрасте 65 лет и старше. Средний возраст жителей составил 49 лет. На каждые 100 женщин в Фелсентале приходилось 90 мужчин, при этом на каждые сто женщин 18 лет и старше приходилось 97 мужчин также старше 18 лет.